# Haydée Alba
Pour les articles homonymes, voir Alba.
Haydée Alba est une chanteuse de tango née en Argentine, qui a fait carrière en Amérique latine et surtout en Europe.

## Biographie
Haydée Alba naît en 1952 à Buenos Aires, dans le vieux quartier de San Telmo. Elle entreprend dès l'enfance l'étude du chant classique et se consacre aussi au théâtre et à la musique populaire. À la fin des années 1970, elle parcourt l'Argentine pour en découvrir le folklore. Elle étudie l'histoire du tango et travaille son répertoire avec divers compositeurs.
Sa carrière de chanteuse commence à Buenos Aires, où elle anime également une émission musicale sur le réseau radiophonique argentin Radio Nacional. 
Elle arrive à Paris en 1986, où elle occupe pendant trois mois la scène du club de tango Trottoirs de Buenos Aires.
Elle enregistre un premier album en France en 1990, pour le label Ocora de Radio-France, dans lequel elle interprète 19 titres de tango, accompagnée par José Libertella, Osvaldo Berlinghieri et Kicho Díaz.
Elle se produit ensuite au Centre Pompidou dans une adaptation musicale des poèmes de Jorge Luis Borges. Elle joue le rôle de la mère dans la pièce d'Alfredo Arias Mortadela, qui remporte le Molière du meilleur spectacle musical en 1993, puis le rôle de Marguerite dans Faust argentin, du même auteur, en 1995,.
Elle est la première artiste de musique populaire invitée à chanter à l’Opéra Bastille, où elle se produit durant dix concerts en décembre 1999.
Elle réintroduit l'orgue de Barbarie dans le tango, étant parfois accompagnée de ce seul instrument.
Elle chante des textes de Jorge Luis Borges sur des musiques d'Astor Piazzolla.

## Discographie
- 1990, Haydée Alba, tango argentin, chez Ocora, 19 titres ;
- 2011, Tangos & Milongas, Sunset France Productions, 15 titres (poèmes de J. L. Borges) ;
- L'Époque Tango, Playasound.